# Iglesia de Santa Ana (Algodonales)
La iglesia de Santa Ana es un inmueble de la localidad española de Algodonales, en la provincia de Cádiz. Se encuentra en la actual plaza de la Constitución, en el centro de la localidad. Diseñada su traza por José Álvarez, se inauguró el seis de noviembre de 1784 y se levanta sobre el solar de una primitiva y anterior parroquia. Las portadas principal y lateral son obras posteriores realizadas por el maestro alarife José Durán, con diseños del arquitecto barroco Antonio de Figueroa y Ruiz.

## Descripción
El templo cuenta con planta de salón, con tres naves, crucero y testero plano. La fachada principal de esta iglesia es uno de los diseños más logrados de su autor, que la concibe como un gran arco toral flanqueado por pilastras almohadilladas de orden gigante sobre las que dispone un sobrio frontón triangular rematado por una simulada balaustrada de piedra y pináculos apiramidados sobre basamentos. Bajo el gran arco de medio punto se desarrolla el conjunto de la portada diseñada por Antonio de Figueroa y Ruiz, en dos cuerpos de altura: el bajo, con rico arco mixtilíneo ribeteado por baquetones y molduras barrocas; a ambos lados presenta dos esbeltas columnas sobre zócalo, con fustes decorados con fajas y estrías y capiteles toscanos, sobre las que sitúa un dinámico entablamento con friso dórico adornado con triglifos y metopas. Y sobre él coloca el segundo cuerpo de la portada, con pilastras sobre ménsulas y frontón roto para dar cabida al remate, coronado por frontón triangular y pináculo. En este segundo cuerpo se centra una hornacina avenerada con el grupo escultórico de su titular, Santa Ana, con la Virgen niña. También la portada lateral presenta una bella composición, aunque más sencilla, con arco de medio punto entre columnas y frontón triangular, todo ello flanqueado por pilastras pareadas.
El campanario es una reconstrucción de otro anterior, arruinado por los efectos del terremoto de Lisboa de 1755, llevado a cabo entre los años 1790 y 1798 por el arquitecto José Echamorro. De considerable altura y esbeltez, está compuesta por un fuste cuadrado, decorado en su cara principal por aristas redondeadas y huecos enmarcados con rica ornamentación de perfil mixtilíneo, y en las caras laterales y posterior por pilastras con motivos geométricos. La parte superior la forman los cuerpos de campanas: el inferior de base cuadrada con huecos de medio punto entre pilastras pareadas decoradas con motivos polícromos, y el superior octogonal, con vanos de medio punto y chaflanes alternados. Todo ello queda rematado por un agudo chapitel de dos cuerpos, el inferior bulboso y el superior apiramidado, ambos con aristas reforzados por baquetones. 
En su interior destacan el retablo de su capilla mayor, de factura neoclásica y rica imaginería, y el coro con sillería y facistol, y un órgano (en perfecto estado de funcionamiento) con sobrio mueble neoclásico.

## Actividad cultural
En los últimos años se ha fundado diversas asociaciones alrededor de la parroquia: Agrupación Musical "Santiago y Santa Ana" (con Coro), una Escolanía, el "Grupo Parroquial Cofrade" y se han restaurado diversas obras artísticas).